# Baudricourt
Baudricourt ([bodʁiˈkuʁ] ) ist eine französische Gemeinde mit 330 Einwohnern (Stand: 1. Januar 2022) im Département Vosges in der Region Grand Est (bis 2015 Lothringen). Sie gehört zum Arrondissement Neufchâteau (bis 2024 Arrondissement Épinal) und zum Gemeindeverband Communauté de communes de Mirecourt Dompaire. Die Bewohner werden Baldéricurtiens und Baldéricurtiennes genannt.

## Geografie
Die Gemeinde Baudricourt liegt im Südosten des Xaintois, etwa 40 Kilometer nordwestlich von Épinal. Die Landschaft um Baudricourt ist hügelig und durch Getreidefelder geprägt. Mit dem Bois les Etots hat die Gemeinde im Süden einen etwa 30 ha großen Anteil an einem Waldgebiet. Entwässert wird die Umgebung vom Cochon, einem Nebenfluss des Val d’Arol, der nahe Mirecourt in den Madon mündet.
Das Dorf liegt am Cochon, eingebettet zwischen Hügeln im Westen und Osten, deren Höhe den Talboden um 50 Meter überragen. Nach Norden öffnet ein Seitental des Cochon. Baudricourt grenzt im Nordosten an das Gelände des Flughafens Épinal-Mirecourt, der von der Industrie- und Handelskammer des Departements Vosges (Chambre de commerce et d’industrie des Vosges) betrieben wird.
Neben dem Kernort gehört der südlich anschließende Teilort Bassompierre und das Vorwerk Faubourg Saint-Rémy zur Gemeinde. Beide Ortsteile liegen an der alten Straßenverbindung von Mirecourt nach Neufchâteau.
Nachbargemeinden von Baudricourt sind Juvaincourt im Norden, Domvallier im Osten, Thiraucourt im Südosten, Remicourt im Süden, Rouvres-en-Xaintois im Westen sowie Oëlleville im Nordwesten.

## Geschichte
Der Ort wurde im 10. Jahrhundert erstmals als Baldricicurt erwähnt. Im Ancien Régime gehörte Baudricourt zur Vogtei Mirecourt. Die Kirche, dem Heiligen Remigius geweiht, war Teil des Dekanates Poussay innerhalb des Bistums Toul. Von 1719 bis 1766 hieß das Dorf Saint-Menge.

### Wappen
Der schwarze rot bewehrte und bekrönte Löwe auf goldenem Grund war ursprünglich das Wappen der Ritter und Herren von Baudricourt.

### Bevölkerungsentwicklung
| Jahr                       | 1962 | 1968 | 1975 | 1982 | 1990 | 1999 | 2006 | 2012 | 2021 |
| Einwohner                  | 218  | 225  | 172  | 283  | 317  | 280  | 306  | 316  | 333  |
| Quellen: Cassini und INSEE |      |      |      |      |      |      |      |      |      |

## Sehenswürdigkeiten
- Kirche Saint-Remy (St. Remigius)

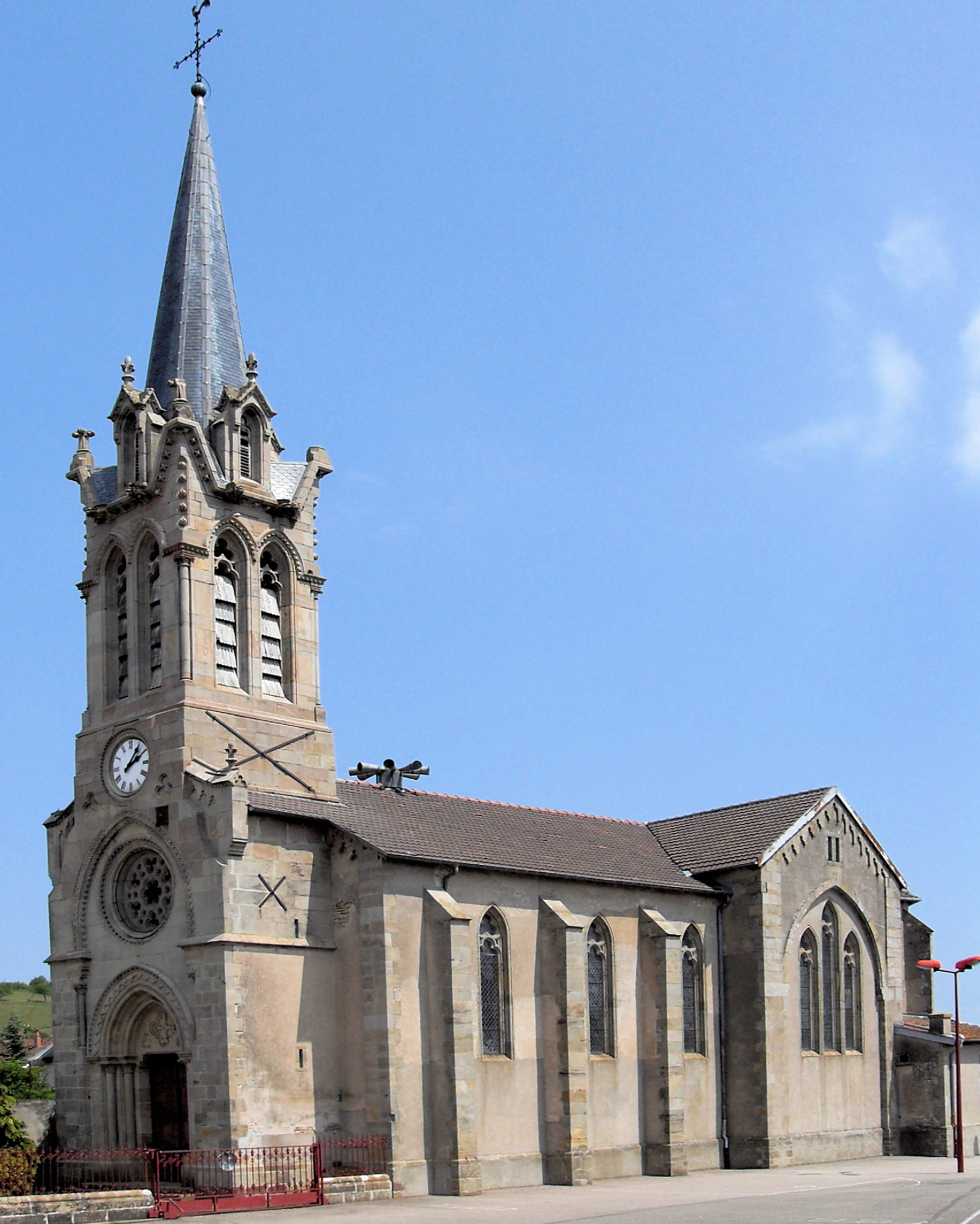
Kirche Saint-Remy
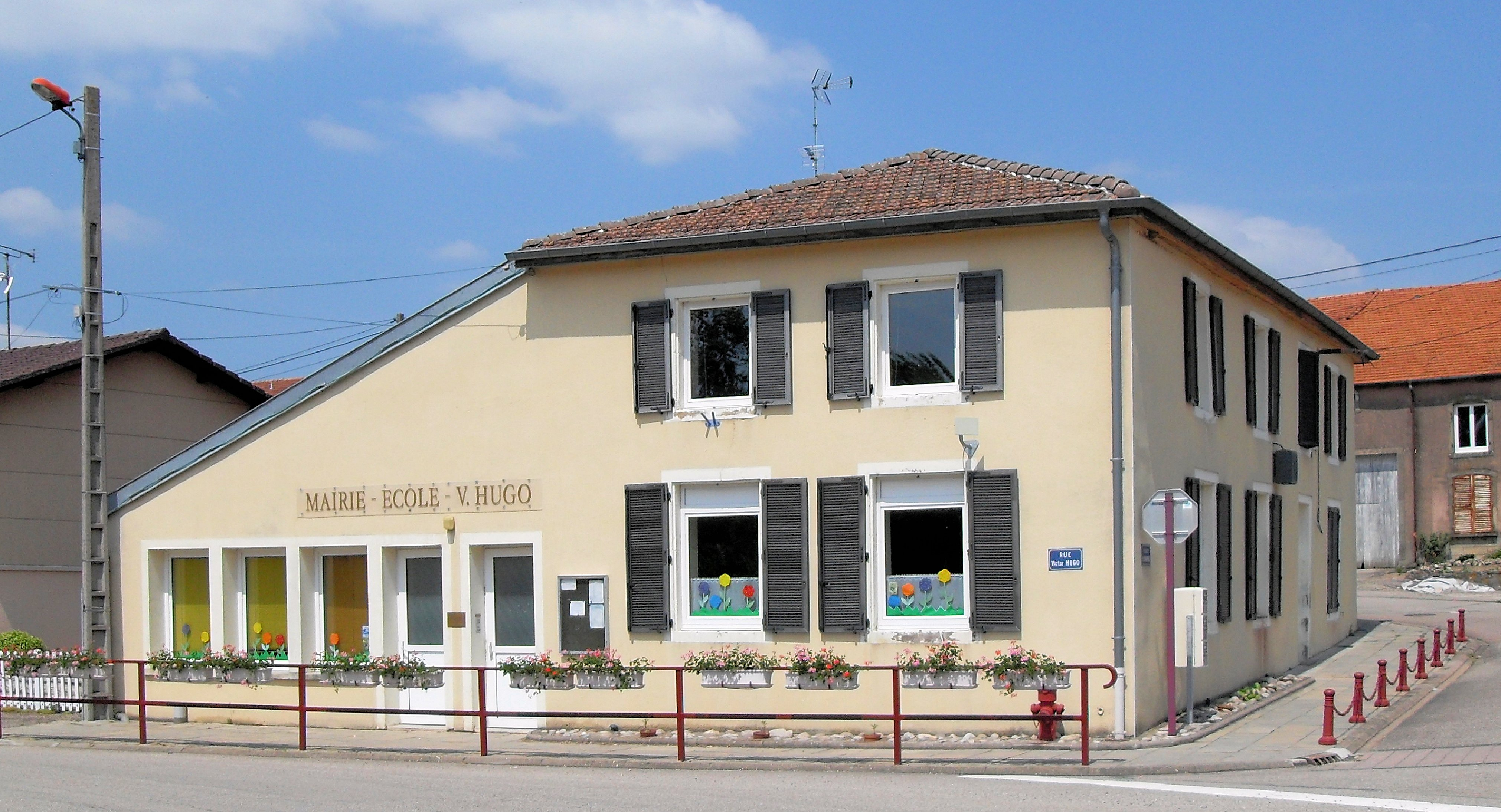
miniMairie- und Schulgebäude
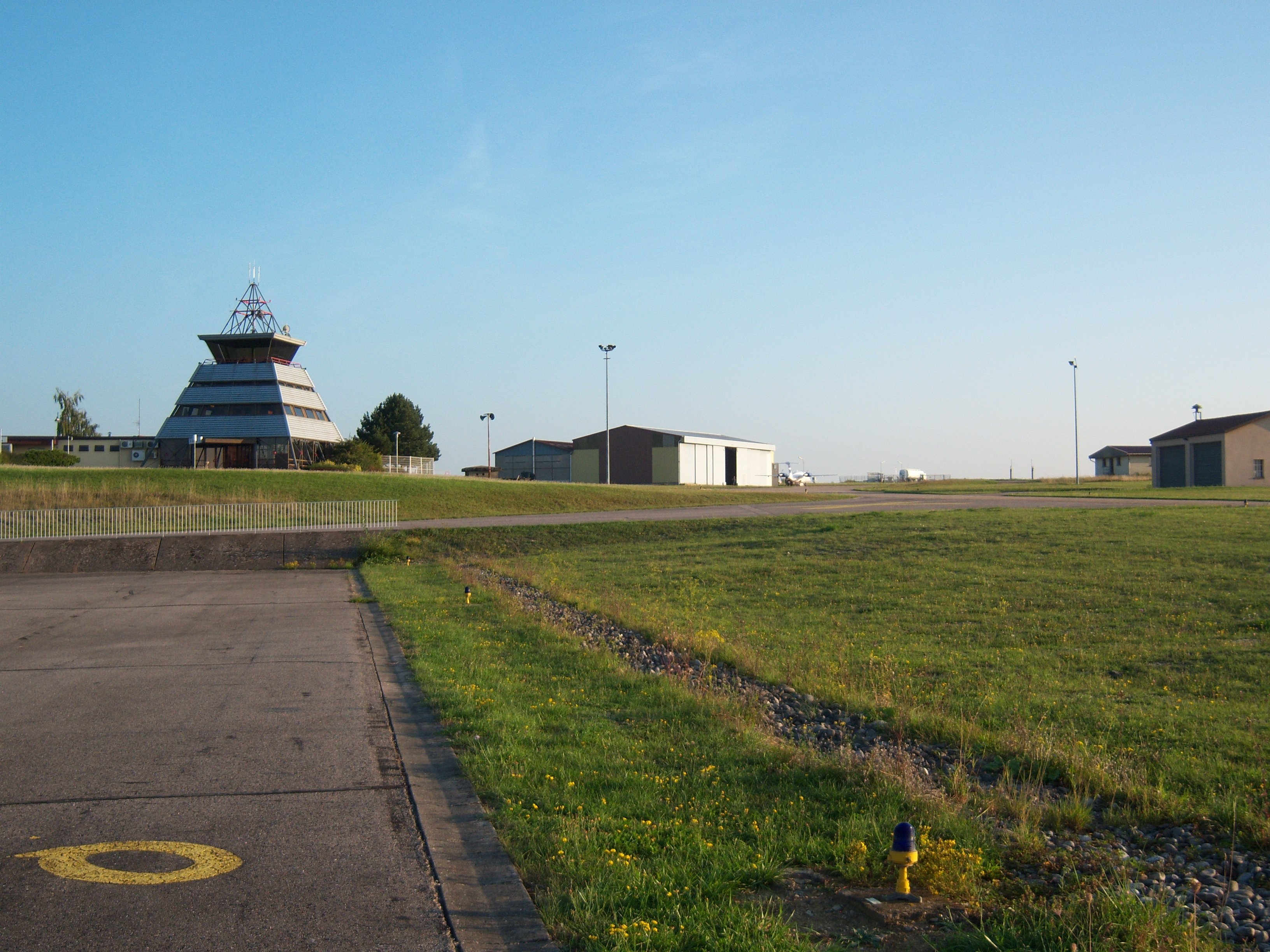
Tower des Flughafens Épinal-Mirecourt

## Wirtschaft und Infrastruktur
Die Landwirtschaft spielt in Baudricourt (Getreide- und Futtermittelanbau, Schlachthof) nach wie vor eine Rolle. Einige Einwohner sind Pendler in die Gewerbegebiete am Flughafen Épinal-Mirecourt oder nach Gironcourt-sur-Vraine. Die teilweise zweistreifig ausgebaute Schnellstraße D 166 von Épinal über Mirecourt nach Neufchâteau umgeht Baudricourt im Süden mit zwei Anschlüssen südwestlich und südöstlich des Dorfkerns. Straßenverbindungen bestehen auch in die Nachbargemeinden Offroicourt und Oëlleville.

## Belege
1. ↑  Baudricourt. (PDF; 54 kB) In: vosges-archives.com. Archiviert vom Original (nicht mehr online verfügbar) am 5. März 2016; abgerufen am 3. September 2011 (französisch).